# ポカラン
ポカラン (Pokhran) は、インドのラージャスターン州にあるタール砂漠の中にある人里離れた場所である。
ポカランはインドの核兵器開発計画のための実験場である。
インド原子力委員会は1974年5月18日に、インド初の核兵器を地下爆発させ核実験を行った。
インドの政府は、インドが核兵器を作る目的のものではないと宣言したが、実際にはインドは核兵器開発能力を獲得していた。
インドの政府はポカランの核爆発が原子力の平和利用のためのものであり、インドで核科学技術を独自開発する努力であったと主張したが、その後、インドは5月11日そして1998年5月13日に5つの核実験を行った。
それ以降、インドは核実験モラトリアムを宣言した。